# Crâmpoia
Crâmpoia is een Roemeense gemeente in het district Olt.
Crâmpoia telt 3709 inwoners.